# 松崎裕
松崎 裕（まつざき ゆたか、1978年7月24日 - ）は、日本の男性俳優である。ヒラタオフィスに所属している。身長188cm。血液型A型。ニックネームは「まっちゃん」。
現在芸能活動を行っているかは不明

## 略歴
東京都出身である。

俳優デビューする前は、インディーズバンドに所属しており、ベースを担当していた。その後、老人ホームの職員を経て俳優の道へと進む。

## 人物
- 特技は、顔芸、バスケットボール、ベース、スキー、野球。

## 出演

### テレビドラマ
- ミステリー民俗学者 八雲樹 第8話（2004年12月3日、テレビ朝日）
- スパイ道 第12話（2005年、BS-i） - 野口 役
- ザ・ライバル「少年サンデー・少年マガジン物語」（2009年5月5日、NHK総合） - 梶原一騎 役
- ブザー・ビート〜崖っぷちのヒーロー〜（2009年7月 - 9月、フジテレビ） - 遠藤勇二 役
- まほろ駅前番外地 第9話（2013年3月8日、テレビ東京） - 星の部下3 役
- 図書館戦争 ブック・オブ・メモリーズ（2015年10月5日、TBS）

### 映画
- 逆境ナイン（2005年） - スナイパー東郷 役
- SHINOBI-HEART UNDER BLADE-（2005年） - 卍谷村人 役
- 魁!!クロマティ高校 THE★MOVIE（2005年） - 不良 役
- IMPRINT（2006年） - 若い衆 役
- 風之舞（2007年） - 宮城要 役
- クローズZERO（2007年） - ヤンキー 役
- 銀色のシーズン（2008年） - スキーレスキュー隊員松浦 役
- 木槿の花（2008年）
- ガチバンMAX2（2010年） - 哀川幸司 役
- ギャングスタ（2011年） - タイソン 役
- Silent Love in Japan（2011年） - 主演
- CUT（2011年）
- 図書館戦争（2013年） - 比嘉 役

### 舞台
- SHANDYGAFF STRANGER 1（2004年、アイピット目白）
- 錆びた少女（2006年6月13日 - 18日、ザムザ阿佐谷）
- 青春四谷怪談（2005年12月27日 - 30日、アイピット目白）
- シナヤカナ青い猿
- ミュージカル テニスの王子様 The Progressive Match 比嘉 feat.立海（2007年12月12日 - 2008年2月11日） - 田仁志慧 役
- ミュージカル・テニスの王子様 Dream Live 5th（2008年5月17日 - 18日・24日 - 25日） - 田仁志慧 役
- ミュージカル・テニスの王子様 The Imperial Presence 氷帝feat.比嘉（2008年7月29日 - 11月3日） - 田仁志慧 役
- ミュージカル・テニスの王子様 Dream Live 6th（2009年5月2日 - 3日・9日 - 10日） - 田仁志慧 役
- ミュージカル・テニスの王子様 The Final Match 立海 Second feat.The Rivals（2009年12月1日 - 2010年3月14日） - 田仁志慧 役
- ミュージカル・テニスの王子様 Dream Live 7th （2010年5月7日 - 9日・20日 - 23日）田仁志慧 役
- ROCKミュージカル『ピンク スパイダー』（2011年3月8日 - 27日）
- スーパーミュージカル『聖闘士星矢』（2011年7月28日 - 31日、全労済ホールスペース・ゼロ） - オリオン星座のジャガー 役
- スーパーミュージカル『聖闘士星矢』再公演（2011年12月22日 - 25日、天王洲銀河劇場） - オリオン星座のジャガー 役
- TAKEDOWN & POUNDER（2012年9月14日 - 16日、新宿シアターブラッツ）
- abc★赤坂ボーイズキャバレー 裏 FINAL! 『最後の充電!』〜abc★FINAL!（2013年9月4日 - 8日、博品館劇場）
- 舞台『K』（2014年8月6日 - 10日、六本木ブルーシアター） - 鎌本力夫 役
- 『孤島の鬼』（2015年4月 - 5月、赤坂RED THEATER）
- 舞台『K』第二章-AROUSAL OF KING-（2015年8月5日 - 15日　AiiA 2.5 Theater Tokyo、8月19日 - 22日 メルパルク大阪） - 鎌本力夫 役
- 攻殻機動隊ARISE：GHOST is ALIVE（2015年11月5日 - 15日、東京芸術劇場プレイハウス） - ボーマ 役
- K-Lost Small World-（2016年7月、AiiA 2.5 Theater Tokyo、京都劇場） - 鎌本力夫 役

### CM
- パンチでボンバー
- KIRIN のどごし生
- ABCマート
- アサヒ飲料 三ツ矢サイダー（2010年）

### ウェブドラマ
- のぞき穴 第11話（2013年、BeeTV）
- ベイビーステップ（インターネット放送：2016年、Amazonプライム・ビデオ / テレビ放送：2017年、TOKYO MX） - 荒谷寛 役